# Derby (Connecticut)
Derby é uma cidade localizada no estado americano de Connecticut, no Condado de New Haven.

## Demografia
Segundo o censo americano de 2000, a sua população era de 12.391 habitantes.
Em 2006, foi estimada uma população de 12.457, um aumento de 66 (0.5%).

## Geografia
De acordo com o United States Census Bureau tem uma área de
13,9 km², dos quais 12,9 km² cobertos por terra e 1,0 km² cobertos por água.

## Localidades na vizinhança
O diagrama seguinte representa as localidades num raio de 16 km ao redor de Derby.